# Леннарт Екдаль
Леннарт Екдаль (швед. Lennart Ekdahl, 8 грудня 1912 — 15 вересня 2005) — шведський яхтсмен.
Бронзовий призер Олімпійських Ігор 1936 року в класі 6 метрів.